# Сомалийские чащи и кустарниковые заросли акации и коммифоры
Сомалийские чащи и кустарниковые заросли акации и коммифоры — экорегион, занимающий бо́льшую часть полуострова Сомали и простирающийся от юга провинции Красное Море Судана до востока Кении. Статус сохранности экорегиона оценивается как уязвимый.
Регион малонаселён, обычно плотность населения в нём не превышает 20 жителей на 1 км², а в засушливых районах Сомали и Эфиопии нет постоянных жителей. Сельское хозяйство сосредоточено вдоль береговой линии.

## Ландшафт
В основном регион плоский и лежит на высоте менее 500 м над уровнем моря и возвышается к северу и западу. Среда обитания по большей части — сухие леса и кустарники, плавно переходящие к лугам и пустыням в самых засушливых местам. Высшая точка — 2646 м, низшая — −57 м. Имеются только три постоянные реки — Аваш, Джубба и Уэби-Шабелле, все три берут начало в Эфиопском нагорье. Распространены породы постмелового периода, в основном морские по происхождению. Внутренние районы плато Хауд характеризуются неплодородными песками. На юге Хауд докембрийские граниты образуют инзельберги.

## Климат
В среднем максимальная годовая температура составляет 30 °C, средняя минимальная колеблется от 15 °C до 18 °C. Годовое количество осадков варьируется от 100 мм в пустыне Огаден до 600 мм в районах, граничащих с Эфиопским нагорьем.

## Флора и фауна
Чаще всего деревья принадлежат к родам акация и коммифора. Подлесок состоит из кустарников высотой менее 1 метра, таких как акалифа, барлерия и эрва. Также иногда встречаются индигофера и кроталярия. На более низких высотах произрастают также молочай и алоэ, а также травы Dactyloctenium aegyptium и Panicum turgidum. Ранее растительности в регионе было на порядок больше и она окружала основания инзельбергов и выстилала постоянные водотоки, но была сильно сокращена из-за деятельности человека.
Из животных в регионе обитают антилопы, такие как большой и малый куду, дибатаг, бейра, бубал Хантера и газель Спика, пустынный бородавочник, небольшая популяция сомалийского дикого осла и четыре вида карликовых песчанок. Основными крупными хищниками являются львы, леопарды, гепарды и полосатые и пятнистые гиены. В эфиопской части также обитает гиеновидная собака. Ранее были распространены саванные слоны, однако их популяция сильно сократилась и они находятся на охраняемых территориях.

## Охрана региона
Несмотря на то, что плотность населения в экорегионе невелика, он сильно пострадал из-за войн, включая войну за Огаден и войну за независимость Эритреи. Среда обитания также ухудшилась из-за вырубки лесов, чрезмерного выпаса скота и незаконной охоты. Из-за этого истощились популяции крупных млекопитающих, особенно в Сомали, в Эфиопии ситуация сравнительно стабильная. В регионе создано несколько охраняемых территорий, однако они, как правило, плохо охраняются и мало финансируются, из-за чего их эффективность мала. На их эффективности также сказывается тот факт, что всё больше людей переезжает на их территорию.
Охраняемые территории в регионе включают в себя национальные парки Аваш, Маго, Нечисар, Омо и Янгуди в Эфиопии, Малка-Мари в Кении и Алифууто в Сомали.

## Провинции, полностью или частично находящиеся в экорегионе
- Кения: Восточная провинция · Северо-Восточная провинция;
- Сомали: все провинции;
- Сомалиленд (непризнанное государство): все, кроме провинции Саахил,
- Судан: Красное Море;
- Эритрея: Сэмиэн-Кэй-Бахри;
- Эфиопия: Амхара · Афар · Регион народов юго-запада Эфиопии · Регион наций, национальностей и народов Юга · Оромия · Сомали · Тыграй.